# Madrigal Sonata
La Madrigal Sonata per a flauta, violí i piano, H. 291, va ser compost per Bohuslav Martinů l'any 1942 a Nova York, durant el període de cinc anys que el compositor va passar als Estats Units, mentre fugia de la França ocupada.

## Moviments
El quartet consta de tres moviments:
1. Poco allegro
2. Moderato

## Origen i context
Martinů va residir a París des del 1923 fins al 1940. Amb l'ocupació alemanya imminent i la dificultat de tornar a Txecoslovàquia a causa del feixisme, va decidir abandonar França quatre dies abans de l'ocupació alemanya de París. Després d'un viatge complicat, va arribar als Estats Units, on va viure fins al 1953. La Madrigal Sonata és la primera obra de Martinů als Estats Units, estrenada poc després de la seva finalització el desembre de 1942. Pertanyent al corrent de la Nova Objectivitat i derivada del neoclassicisme d'entre-guerres, mostra les característiques d'aquest important període en la seva carrera, després de deixar enrere l'impuls nacionalista txec inicial de la seva joventut.

## Anàlisi musical
La composició, caracteritzada per una escriptura independent dels tres instruments i sense al·lusió autobiogràfica ni expressió romàntica, consta de dos moviments, amb una diferència notable en durada, ja que el segon és el doble de llarg que el primer. El primer, Poco Allegro és vibrant, brillant, rítmic i sincopat, recordant en els seus inicis l'estil de compositors com Poulenc. El segon moviment, Moderato, evoca el vell madrigal renaixentista amb una melancolia lúcida, destacant el paper de la flauta, i exemplifica l'estil neoclàssic de Martinů abans de tornar, en la reexposició, a l'esperit rítmic i despreocupat del primer moviment.